# Francis Drake
Sir Francis Drake (Tavistock, Devon, Anglaterra, 1543 - Portobelo, Panamà, 27 de gener de 1596) va ser un mariner anglès, corsari, explorador, comerciant d'esclaus, polític i vicealmirall de la Royal Navy de l'època elisabetiana. Elisabet I d'Anglaterra li concedí el títol de Sir Drake el 1581. Va participar en nombroses expedicions navals contra els interessos espanyols, tant a la península Ibèrica com a les Índies, com ara l'atac contra Cadis de 1587, la derrota de l'Armada Invencible o l'atac a la Corunya de 1589, entre d'altres. Va realitzar la segona circumnavegació del món, després d'Elcano, entre 1577 i 1580. Va morir de disenteria el gener de 1596 després d'atacar, sense èxit, San Juan, Puerto Rico.
Les seves gestes foren llegendàries, considerat un heroi pels anglesos i un pirata pels espanyols, entre els quals era conegut com El Draque. Es deia que el rei Felip II havia ofert una recompensa de 20.000 ducats, per la seva vida.

## Naixement i joventut

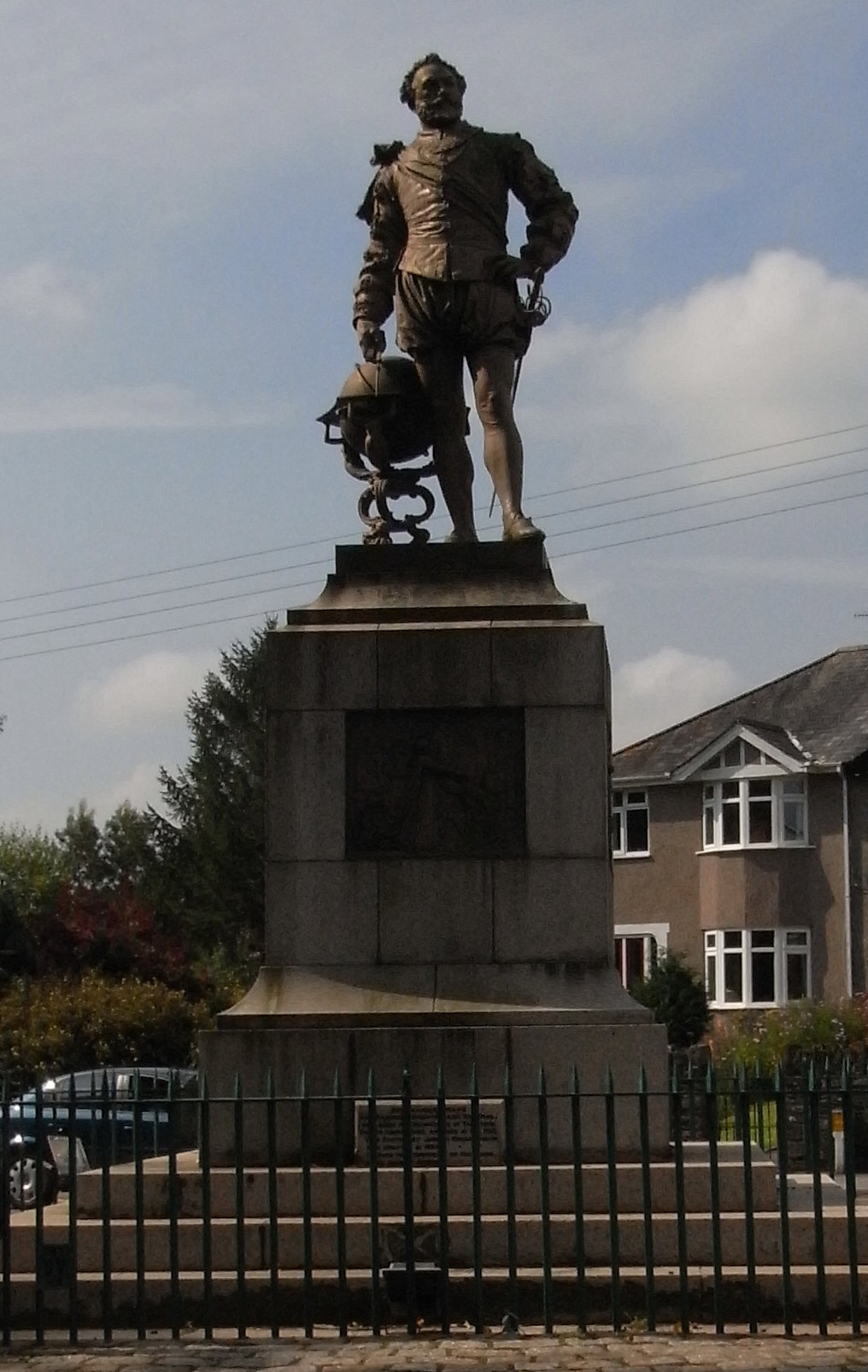
Estàtua de bronze a Tavistock, obra de Joseph Boehm de 1883.

Francis Drake va néixer a Tavistock, Devon. Tot i que el naixement de Drake no queda registrat formalment, se sap que el seu naixement es va produir mentre que els sis articles estaven en vigor. «Drake tenia vint-i-dos anys quan va obtenir el comandament de la Judith». (1566). Això situaria la data del seu naixement el 1544. Una data propera a 1540 és suggerida a partir de dos retrats: una miniatura pintada per Nicholas Hilliard el 1581 quan suposadament tenia 42 anys, l'altra pintada el 1594 quan se diu que en tenia 53.
Era el més gran dels dotze fills d'Edmund Drake (1518-1585), un agricultor protestant, i la seva dona Mary Mylwaye. Degut a la revolta catòlica contra els protestants de 1549 la família Drake es va veure obligada a traslladar-se a Kent.

## Matrimoni i família
Francis Drake es va casar amb Mary Newman el 1569. El 1581 va enviudar i el 1585 es casà en segones núpcies amb Elizabeth Sydenham, filla única de Sir George Sydenham, de Combe Sydenham. En morir Drake, la vídua Elizabeth es va casar amb Sir William Courtenay de Powderham. Com que Sir Francis Drake no tenia fills, els seus béns i títols van passar al seu nebot, també anomenat Francis.

## Carrera de mariner
Als 23 anys Drake va fer el seu primer viatge al Nou Món amb el seu cosí segon Sir John Hawkins, a bord d'una flota de vaixells propietat de la família Hawkins de Plymouth. El 1568 Drake va repetir el viatge amb la flota de Hawkins, quan va ser capturat pels espanyols al port mexicà de San Juan de Ulúa. Va escapar juntament amb Hawkins. Després de la derrota a San Juan de Ulúa, Drake va jurar venjança. Va fer dos viatges a les Índies Occidentals, el 1570 i 1571, dels quals poc se sap.
El 1572 es va embarcar en la seva primera empresa independent important. Va planejar un atac a la zona de l'istme de Panamà, coneguda pels espanyols com Tierra Firme. Aquest era el punt on la plata i l'or del tresor del Perú eren desembarcats i enviats per terra fins al mar Carib, on els galions espanyols el recollien a la vila de Nombre de Dios. Drake va salpar de Plymouth el 24 de maig de 1572, amb una tripulació de 73 homes en dos petits vaixells, Pascha (70 tones) i Swan (25 tones), per capturar Nombre de Dios.
La primera incursió va ser a final de juliol de 1572. Drake i els seus homes van capturar la ciutat i el seu tresor, però quan els seus homes van veure que Drake sagnava profusament d'una ferida, van iniciar la retirada per salvar-li la seva vida, deixant el tresor enrere. Drake es va quedar a la zona durant gairebé un any, assaltant vaixells espanyols i tractant de capturar un carregament del tresor.
El 1573 es va unir amb Guillaume Le Testu, un bucaner francès, en un atac contra una caravana de mules carregades d'or i plata en què aconseguiren unes vint tones de plata i or. Ferit, Le Testu va ser capturat i posteriorment decapitat. La petita banda arrossegà tot l'or i plata que pogueren, a través d'uns 18 quilòmetres de muntanyes cobertes de selva, fins on havien deixat els vaixells. En arribar a la costa els vaixells havien desaparegut. Drake i els seus homes, abatuts, esgotats i famolencs no tenien on anar i veien com els espanyols els seguien de ben a prop.
Fou llavors quan Drake va reunir als seus homes per enterrar el tresor a la platja, davant la impossibilitat d'emportar-se'l tot. Van decidir construir un rai per navegar unes deu milles al llarg d'una costa assotada per fortes onades fins on havien deixat la nau insígnia. Finalment el 9 d'agost de 1573 van arribar a Plymouth.

## Circumnavegació de la terra

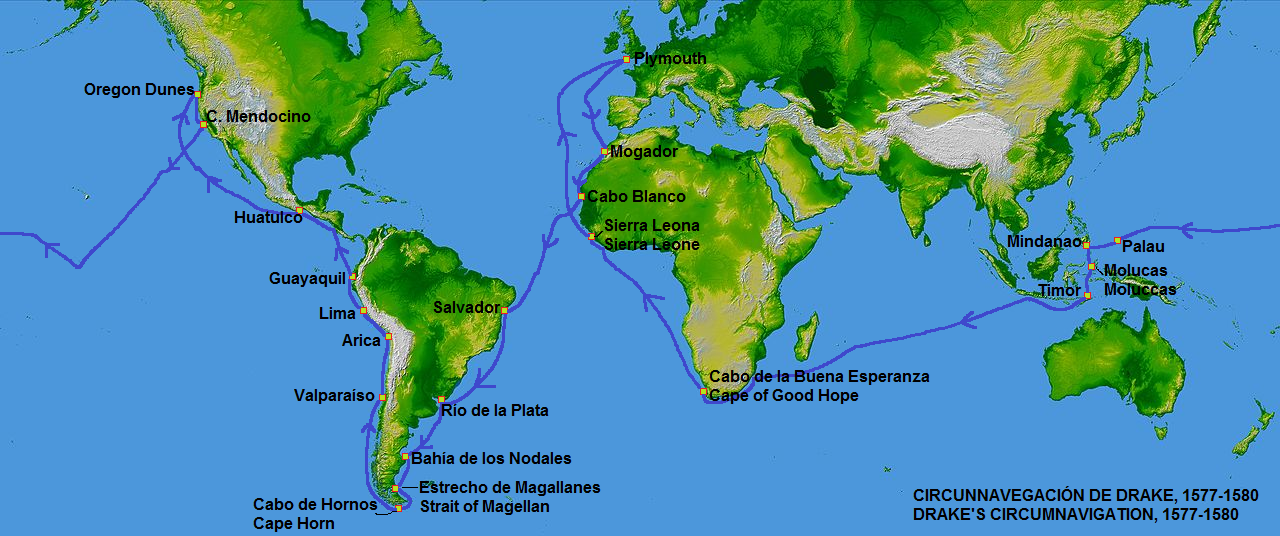
Mapa de la ruta de Drake en la seva circumnavegació a la Terra

Després de l'èxit de la incursió a l'istme de Panamà, el 1577 Elisabet I d'Anglaterra va enviar Drake a una expedició contra els espanyols al llarg de la costa del Pacífic de les Amèriques. Va salpar de Plymouth el 15 de novembre de 1577, però el mal temps els obligà a refugiar-se a Falmouth, Cornualla, per posteriorment tornar a Plymouth per reparar les naus. Després d'aquest important contratemps va salpar de nou el 13 de desembre, a bord del Pelican, amb quatre naus més i 164 homes. Aviat es va afegir una sisena nau, la Mary, abans anomenada Santa Maria, un vaixell mercant portuguès capturat davant les costes d'Àfrica, prop de les illes de Cap Verd. Amb el vaixell incorporà el seu capità, Nuno da Silva, un home amb gran experiència navegant en aigües sud-americanes.
A primers d'abril arribaren a la costa del Brasil, que vorejaren fins al riu de la Plata. Es van abastir a Puerto San Julián, a l'actual Argentina, on per manca de tripulants hagueren d'abandonar dues de les seves naus, seguint la ruta amb les altres quatre. Allà es trobaren amb les restes dels esquelets dels amotinats als quals Fernão de Magalhães havia donat mort 50 anys abans. Seguint l'exemple de Magalhães, Drake va jutjar i fer executar l'amotinat Thomas Doughty. Allà s'adonaren que el Mary tenia les fustes podrides i es veieren obligats a cremar el vaixell. Després de passar l'hivern austral a la zona, a final d'agost iniciaren la travessa de l'estret de Magallanes.

### Entrada al Pacífic
Els tres vaixells restants del comboi van partir cap a l'estret de Magallanes, a l'extrem sud d'Amèrica. Unes setmanes més tard, el setembre de 1578, Drake va arribar al Pacífic, però les violentes tempestes havien destruït un dels tres vaixells a l'estret i havien causat danys a un altre que l'obligaren a tornar cap a Anglaterra, deixant sols al Pelican en l'expedició. Després de superar aquest pas, el Pelican va ser empès cap al sud, tot descobrint una illa anomenada illa Elizabeth Drake. Drake, igual com d'altres navegants abans que ell, probablement va arribar fins a una latitud de 55°S (d'acord amb dades astronòmiques citades per Hakluyt a The Principall Navigations, Voiages and Discoveries of the English Nation de 1589) al llarg de la costa xilena. Malgrat la tradició popular, sembla poc probable que arribés fins al Cap Horn o el pas de Drake, perquè les seves descripcions no encaixen en el primer i els seus companys van negar haver vist un mar obert. El primer informe sobre el descobriment d'un canal obert al sud de Terra del Foc va ser escrit després de la publicació 1618 del viatge de Willem Schouten i Jacob Le Maire pel Cap Horn el 1616.
Drake va seguir endavant amb el vaixell insígnia en solitari, ara rebatejat com a Golden Hind en honor de Sir Christopher Hatton. El Golden Hind va navegar cap al nord, tot seguint la costa del Pacífic d'Amèrica del Sud, atacant i saquejant els ports espanyols, així com capturant alguns vaixells espanyols, cosa que va donar a Drake l'oportunitat d'emprar cartes marines més precises. Abans d'arribar a la costa del Perú, Drake va visitar l'illa Mocha, on va ser ferit de gravetat per maputxes hostils i va tenir temps de saquejar el port de Valparaíso i nombrosos vaixells.
Prop de Lima Drake capturà un vaixell espanyol carregat amb 25.000 pesos d'or del Perú, amb un valor de 37.000 ducats. Drake també tingué coneixement sobre un altre vaixell, el Nuestra Señora de la Concepción, que es dirigia cap a Manila. Drake es llançà en la seva persecució, fins a capturar-lo i apoderar-se d'un tresor de 80 lliures d'or, 26 tones de plata i 13 cofres plens de joies.

### Nova Albió

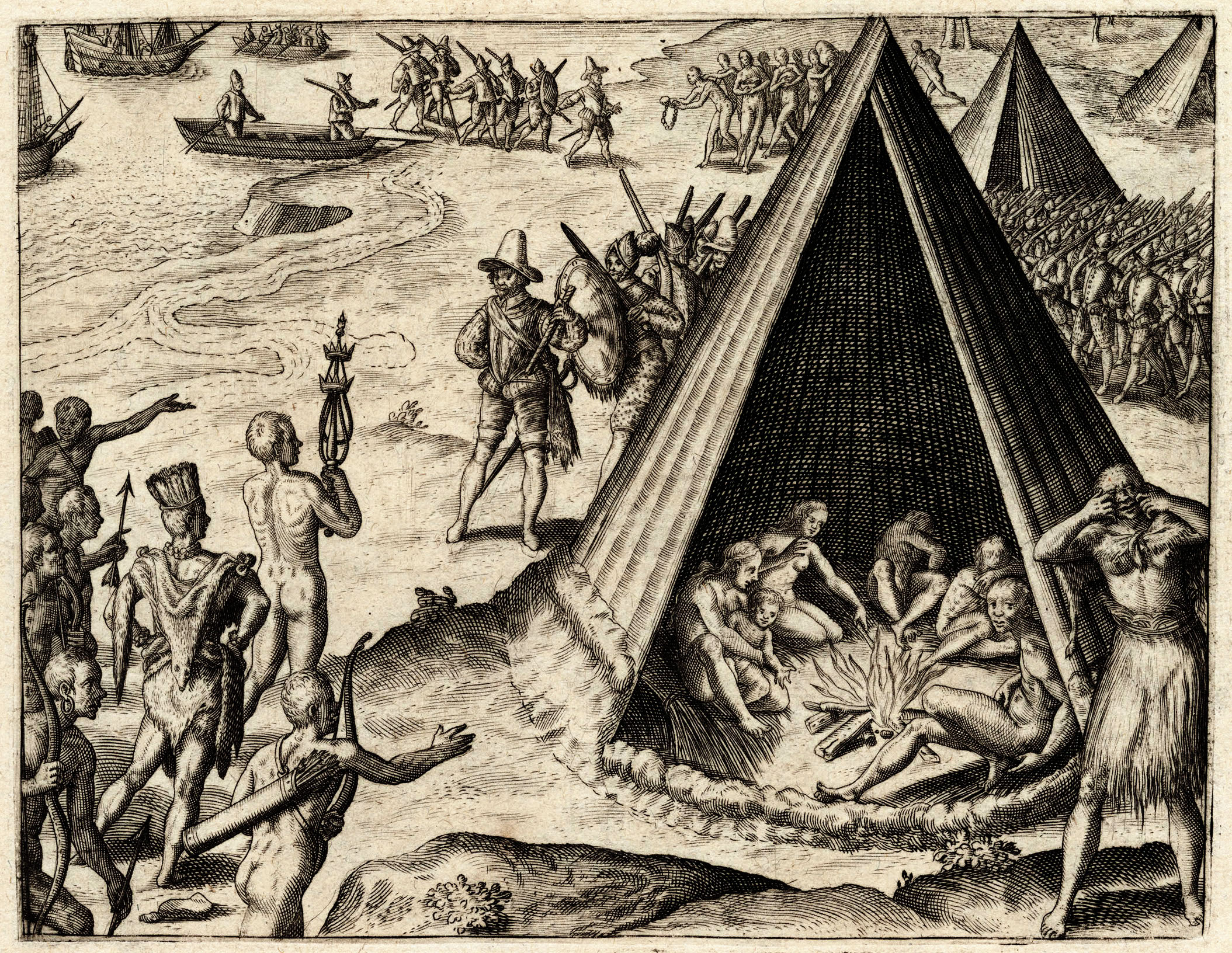
Desembarcament de Drake a Califòrnia, gravat publicat el 1590 per Theodor de Bry.

El 17 de juny de 1579 Drake va desembarcar en algun punt no especificat al nord Point Loma, a l'Alta Califòrnia, l'extrem nord de terres sota sobirania espanyola. Allà va trobar a un bon port i aprofità per desembarcar, reparar i abastir el seu vaixell. Alhora aprofità per quedar-s'hi durant un temps, mantenir relacions d'amistat amb els nadius i reclamar el territori en nom de la Trinitat per la Corona Britànica amb el nom de Nova Albió.
La ubicació exacta d'aquest port fou mantingut en secret per evitar la ingerència espanyola a la zona. Així, diversos mapes de Drake van poder haver estat alterats per aquest fi. Tots els registres de primera mà de la travessia es van perdre quan van cremar el palau de Whitehall el 1698.
Des d'aquell punt Drake es va dirigir cap a l'oest a través del Pacífic, arribant mesos més tard a les Moluques, un grup d'illes situat al Pacífic sud-oest, a l'est de l'actual Indonèsia. Un cop allà el Golden Hind va quedar atrapat en un escull i quasi es perd. Els mariners hagueren de buidar la càrrega i esperar tres dies per alliberar el vaixell. En fer-se amic d'un rei sultà de les Moluques, Drake i els seus homes es van involucrar en algunes intrigues contra els portuguesos.

### Retorn a Plymouth

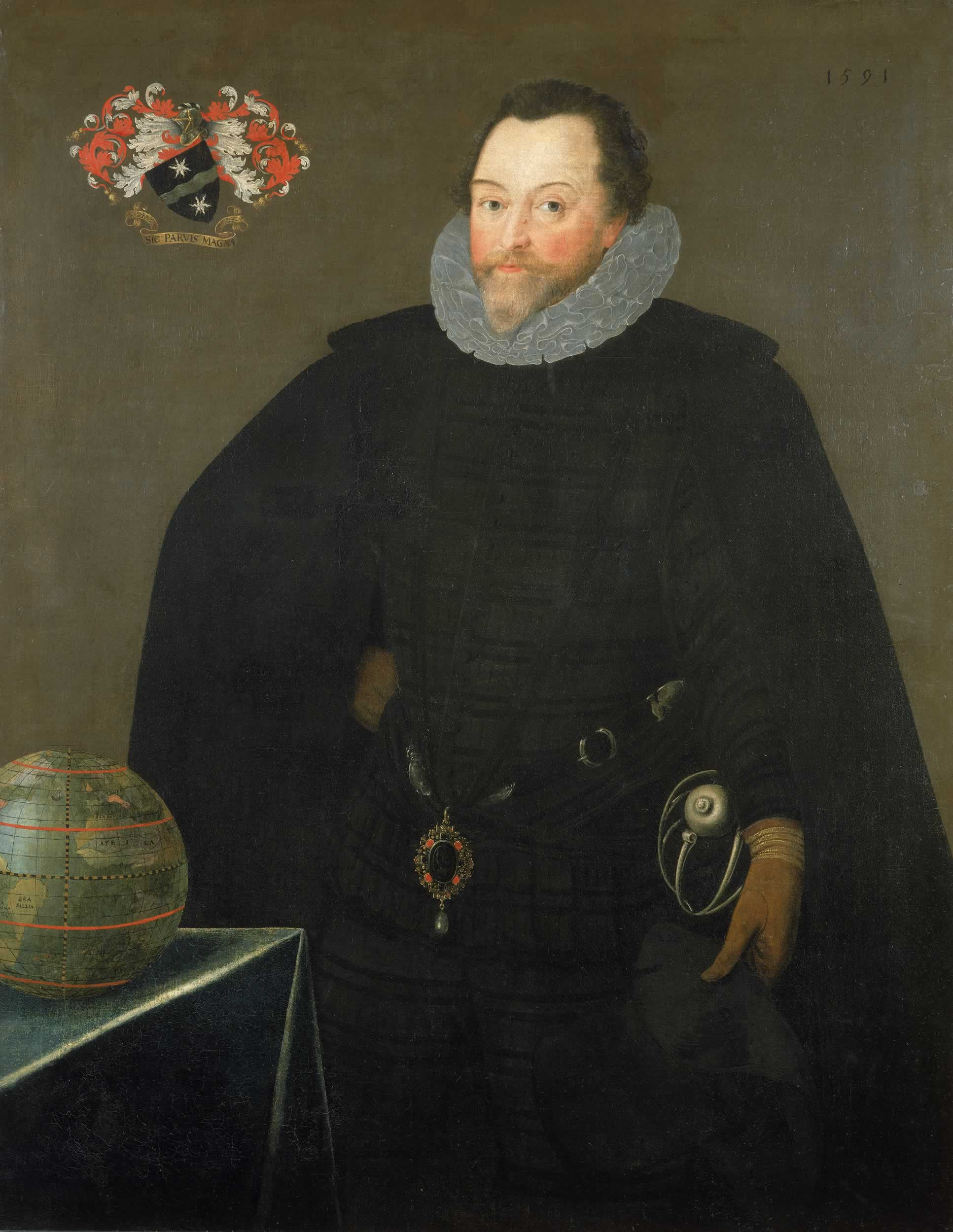
Retrat de 1591, per Marcus Gheeraerts, portant la "Joia de Drake" agafada per una corretja i mostrant les noves armes.

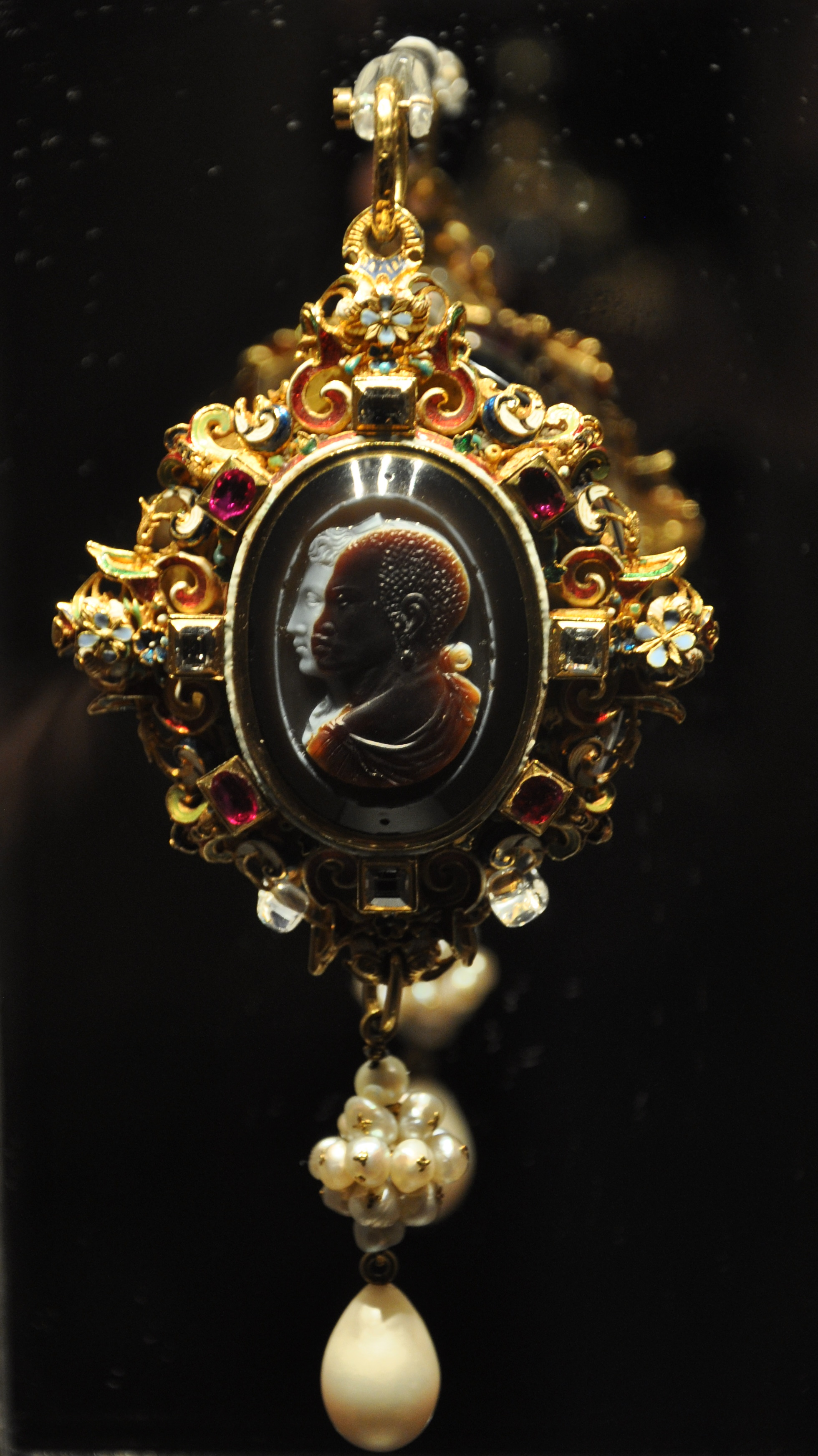
La "Joia de Drake", Victoria and Albert Museum, Londres.

De tornada cap a Plymouth Drake va fer diverses parades a l'Àfrica, en especial al cap de Bona Esperança, i arribant a Sierra Leone el 22 de juliol de 1580.
El 26 de setembre de 1580 el Golden Hind va arribar a Plymouth amb Drake, una tripulació formada per 59 homes i un ric carregament d'espècies i tresors capturats als espanyols. Drake va ser aclamat com el primer anglès a circumnavegar a la Terra, rere l'espanyol Juan Sebastián Elcano, que quasi 60 anys abans havia aconseguit finalitzar aquesta fita iniciada junt a Fernão de Magalhães. La Reina va declarar que tots els escrits relatius als viatges de Drake serien secret d'Estat, i Drake i els altres participants en els seus viatges van jurar mantenir aquest secret. Alhora, tenia la intenció de mantenir les activitats de Drake lluny dels ulls del seu rival espanyol. Drake va entregar a reina una joia que commemorava la volta al món. Per la seva banda, la reina va donar a Drake una joia amb el seu retrat, un regal inusual per ser atorgar a un plebeu, que Drake lluïa amb orgull el 1591 en un retrat de Marcus Gheeraerts conservat al Museu Nacional Marítim de Greenwich. La joia es conserva al Victoria and Albert Museum de Londres.

### Reconeixement com a cavaller
El 4 d'abril de 1581, en una cerimònia celebrada a bord del Golden Hind, atracat al port de Deptford, fou armant cavaller per la reina Elisabet I d'Anglaterra en recompensa pels seus serveis a la Corona. La bescollada va anar a càrrec d'un diplomàtic francès, el senyor de Marchaumont, que estava negociant amb Elisabet el casament del germà del rei de França, Enric Hèrcules, duc d'Anjou. En aconseguir la implicació del diplomàtic francès en el nomenament de Drake com a cavaller, Elisabet va obtenir el suport polític implícit dels francesos en les accions de Drake. Durant l'època victoriana, amb un esperit nacionalista, es va promoure que Elisabet havia fet el nomenament de cavaller.

### Reconeixement de l'escut d'armes
Després de rebre el títol de cavaller Drake adoptà unilateralment l'escut d'armes de l'antiga família Drake of Ash, prop de Musbury, Devon, de qui reclamava tenir un parentiu llunyà, però sense especificar. El cap d'aquesta família, també un mariner reconegut, Sir Bernard Drake (mort el 1586), va rebutjar iradament el parentiu amb Sir Francis i el seu dret a portar les armes de la seva família. Aquesta disputa va portar a la reina Elisabet a guardonar Sir Francis amb el seu propi escut d'armes, en el qual encunyà la llegenda Sic parvis magna («Allò gran comença petit»), en al·lusió als seus orígens humils.

## Carrera política
El setembre de 1581 Drake es va convertir en l'alcalde de Plymouth, i va ser membre del Parlament el 1581, per un districte electoral desconegut, possiblement Camelford, i de nou el 1584 per Bossiney i Plymouth el 1593.

## Compra de Buckland Abbey
El 1580 Drake va comprar Buckland Abbey, una casa gran a prop de Yelverton, Devon. Va viure allà durant quinze anys, fins a l'inici del seu darrer viatge, i va romandre en propietat de la família durant diverses generacions. Actualment Buckland Abbey és a càrrec del National Trust, mostrant-se diferents records de la seva vida.

## La guerra contra Espanya

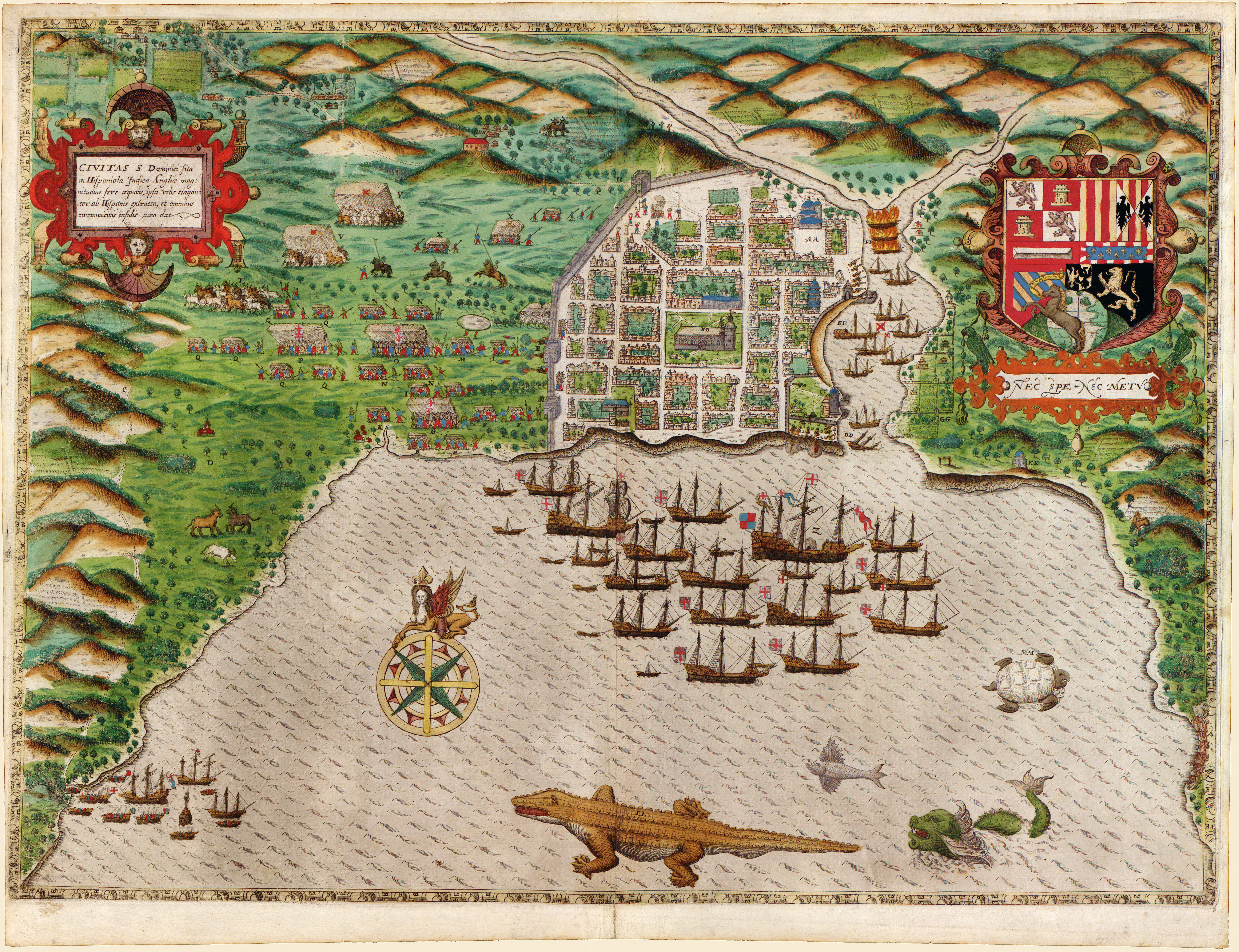
Mapa de la flota de Drake a Santo Domingo

El 1585, com a conseqüència dels constants atacs dels corsaris anglesos a la flota espanyola i del suport anglès a les Províncies Unides, que en aquella època estaven enfrontades a Espanya en la guerra dels Vuitanta Anys, es van desencadenar la Guerra angloespanyola. La reina Elisabet I va encarregar Drake del comandament d'un esquadró amb l'encàrrec d'atacar els territoris espanyols a les Índies.

### Primera expedició a les Índies
El 14 de setembre de 1585 Drake va salpar de Plymouth al comandament d'una flota formada per 21 naus i 2.000 homes per dirigir-se cap a Amèrica. De camí aprofità per atacar Vigo, algunes caravel·les a l'alçada de les illes Canàries i la vila de Santiago, a les illes de Cap Verd. Creuant l'Atlàntic arribà a Dominica, poblada sols per indígenes, i d'allà anà cap a Saint Kitts, on no hi havia ningú.
L'1 de gener de 1586 arribà a la Hispaniola, on desembarcaren 1.200 homes que es feren amb la ciutat de Santo Domingo, exigint un rescat a canvi de la seva devolució. Un mes després, i havent incendiat part de la ciutat i rebut 25.000 ducats, Drake s'embarcà cap a Cartagena d'Índies on repetí l'acció i d'on obtingué 107.000 ducats. L'1 de març decidí abandonar Cartagena i tornar cap a Anglaterra, però de camí passaren per la Florida espanyola, on assaltaren i cremaren la fortalesa de San Agustín a finals de maig. A l'illa de Roanake, a l'actual Carolina del Nord, recolliren un centenar de colons anglesos que davant les dificultats per poblar la zona havien decidit tornar a Anglaterra. La flota de Drake arribà a Portsmouth el 28 de juliol de 1586.

### Atac a Cadis i la Corunya
Aquestes accions animaren a Felip II a planificar la invasió d'Anglaterra, però en un atac preventiu Drake va comandar una flota fins a Cadis i la Corunya, dos dels ports espanyols més importants, i va ocupar-los. Allà va destruir 37 vaixells mercants i de guerra. Aquest atac va endarrerir la invasió espanyola d'Anglaterra un any. Durant el següent mes Drake va patrullar les costes portugueses compreses entre Lisboa i el Cap de São Vicente. Va interceptar i destruir nombroses naus espanyoles.

### Derrota de l'Armada Invencible
Drake va ser nomenat vicealmirall, sota les ordres de l'almirall Charles Howard, de la flota anglesa el 1588 per lluitar contra l'anomenada Armada Invencible que tenia intenció d'envair Anglaterra el 1588. Aquesta, capitanejada pel duc de Medina-Sidònia atacà Plymouth l'agost de 1588, però en la Batalla de Gravelines Drake va tenir un paper molt destacat en la victòria anglesa, capturant, entre d'altres, la nau de Pedro de Valdés, comandant de l'esquadra andalusa.

### L'Armada anglesa
L'any següent de la desfeta de l'Armada Invencible, Anglaterra intentà aprofitar-se del fracàs espanyol, organitzant la que posteriorment seria coneguda com l'Armada anglesa o Contraarmada i que tingué un destí tan desastrós com el de la seva precursora espanyola. Els objectius anglesos eren atacar i saquejar les costes espanyoles per provocar i recolzar una insurrecció a Portugal contra el seu rei, Felip II d'Espanya. Posteriorment havien de mirar d'apoderar-se d'alguna de les illes Açores per disposar d'una base permanent a l'Atlàntic des d'on assaltar les flotes d'Índies espanyoles. Drake, com a almirall, i John Norreys, com a general, atacaren la Corunya, saquejant part de la ciutat, però en foren expulsats. Tampoc aconseguiren que s'iniciés la revolta contra Felip II ni conqueriren cap de les illes Açores. La campanya va resultar en derrota i finalment en van veure obligats a retirar-se amb importants pèrdues, tant en vides com en embarcacions.

### Darrers anys, segona expedició a les Índies
El 1595 davant el caire que estava prenent la guerra pels interessos anglesos, Drake va proposar a la reina Elisabet una operació contra l'Amèrica Espanyola, que tenia com a principal objectiu establir una base anglesa permanent a Panamà des d'on poder fustigar els dominis espanyols al Carib. D'aquesta manera va aconseguir sortir de l'ostracisme en què havia caigut després del desastre de l'Armada anglesa i es va embarcar en una llarga i desastrosa campanya, en què va patir diverses derrotes consecutives davant forces espanyoles molt inferiors. Va tractar de capturar un vaixell a San Juan de Puerto Rico, però els artillers del castell del Morro van impactar al pont de comandament del vaixell de Drake, matant a dos oficials anglesos. Poc després intentà un nou atac a San Juan, sent novament derrotat per 5 fragates espanyoles comandades per don Pedro Téllez de Guzmán.
Després de patir una nova derrota a Panamà a mitjan gener de 1596 va emmalaltir de disenteria. El 28 de gener va morir al davant les costes de Portobelo, Panamà, als 56 anys. Després d'haver fet testament en favor del seu nebot Francis; el comandament de l'expedició quedà a càrrec de Sir Thomas Baskerville. El seu cos fou llançat al mar en un taüt llastrat. L'expedició anglesa acabà en desastre, ja que a més de Drake també morí John Hawkins, tres vaixells foren capturats, 17 foren enfonsats o abandonats, i hi hagué 2.500 morts i 500 presoners.

## Llegat cultural
La seva vida fou motiu d'inspiració per algunes obres literàries contemporànies i posteriors:
- Juan de Castellanos li dedicaria el seu Discurso de Francisco Drake, escrit vers 1586, però vetat en aquells anys i que no seria publicat per primera vegada fins al 1921.
- Lope de Vega dedica el seu poema èpic La dragontea a la derrota de Drake per l'alcalde de Nombre de Dios.
- Gabriel García Márquez menciona l'atac de Drake a Riohacha com inici de la història entre les famílies Buendía i Iguarán al principi de Cien años de soledad.
- José Milla y Vidaurre fa de Drake un dels personatges més anomenats en l'obra El visitador.
- El videojoc de 2007 Uncharted: Drake's Fortune segueix la història d'un descendent actual de Francis Drake, i la recerca d'un suposat tresor que aquest protegí.